# Вибух і пожежа на заводі «Пінськдрев-ДСП»
Вибух і пожежа на ЗАТ "Холдингова компанія «Пінськдрев» — надзвичайна ситуація, що сталася 25 жовтня 2010 року в місті Пінськ (Брестська область, Білорусь). Можливою причиною загоряння, за інформацією МНС, став «вибух відкладень деревного пилу в результаті порушення режиму експлуатації обладнання з виробництва деревно-паливних гранул». За інформацією самого керівництва холдингової компанії, вибух стався в результаті «порушення регламенту проведення ремонтних робіт». У катастрофі загинуло 14 осіб. Пожежогасінням займалася 19 одиниць пожежної команди. Згідно з коментарем Міністерства праці та соціального захисту Респуліки Білорусь, це була найбільша промислова аварія в Білорусі за кілька десятиліть.

## Хронологія подій
25 жовтня 2010 близько 13:00 в цеху з виробництва деревно-стружкових плит СТСВ «Пінськдрев-ДСП» (дочірнє підприємство ЗАТ "Холдингова компанія «Пінськдрев») стався вибух, який спричинив сильну пожежу. Через вибух обвалився дах будівлі (за інформацією з офіційного сайту ЗАТ «Пінськдрев-ДСП», колони, балки та плити перекриття корпусу були виконані зі збірного залізобетону) на площі близько 100 м²; також обвалилися стіни корпусу — близько 400 м². Повідомлення про вибух і пожежу надійшло до МНС о 13:06, о 14:10 пожежа була локалізована, о 15:14 — ліквідована.
Всього під час вибуху в корпусі знаходилися 29 чоловік (за іншими даними, в цеху знаходилося 48 чоловік); за інформацією з офіційного сайту ЗАТ «Пінськдрев», на ділянці паливно-деревних гранул на зміні працювало 5 чоловік. У Пінський центральний госпіталь бригадами швидкої допомоги було доставлено 18 осіб (за іншими даними, 19), звідки найбільш важкі пацієнти (15 з них були розміщені в реанімації) пізніше були перевезені в медичні заклади Берестя і Мінська. 14 осіб отримали термічні опіки III і IV ступенів більш 60% поверхні тіла, а деякі більш 80%. Двоє працівників підприємства загинули на місці події — їхні тіла були виявлені під завалами, ще один помер в ніч (за іншими даними, вранці) на 26 жовтня в реанімації Пінського центрального госпіталю.
28 жовтня загинули ще двоє постраждалих: майстер-бригадир стружкового відділення помер в Мінську, слюсар-ремонтник в Пінську. 29 жовтня померли ще четверо постраждалих. Троє з них перебували в Центральному опіковому центрі в Мінську, один — в реанімації Пінської обласної лікарні. Увечері 30 жовтня загинув оператор автоматичних ліній заводу. 31 жовтня в мінській лікарні померли ще двоє працівників «Пінськдрев-ДСП». 1 листопада в лікарнях Бреста і Мінська померли ще двоє: оператор фірмових машин та заступник директора з виробництва. На цей день в цих двох містах залишалося 6 потерпілих осіб (четверо з них — у реанімації). Станом на 2 листопада становище трьох постраждалих від вибуху, які перебували в Республіканському опіковому центрі в Мінську було «середньої тяжкості». Про стан ще трьох людей, які перебували в Брестському обласному госпіталі, повідомив заступник головного лікаря Тадеуш Герасімчик, зазначивши, що «поки їх стан залишається важким». Станом на 3 листопада становище шістьох постраждалих від вибуху було, як і раніше, стабільно тяжким. Троє з них, які перебували в Республіканському опіковому центрі в Мінську, були переведені з реанімації в соматичне опікове відділення. Ще троє чоловік, які перебували в реанімації Брестського обласного госпіталю, вранці 3 листопада 2010 були підключені до апаратів штучної вентиляції легенів. Станом на 5 листопада у стані двох постраждалих, які лежали в Брестському обласному госпіталі, спостерігалися помітні поліпшення. Заступник головного лікаря Брестського обласного госпіталю Тадеуш Герасімчик повідомив:
Поки стан стабільно важкий. Триває штучна вентиляція легенів, але у двох вже в підсобному режимі — вони самі дихають і апарат… Це позитивна динаміка.
Станом на 6 листопада становище трьох жителів Пінська, які перебували в Брестському обласному госпіталі, залишалося стабільно важким. Стан трьох постраждалих, які перебували в Республіканському опіковому центрі в Мінську, за словами головного лікаря Міського клінічного госпіталю швидкої медичної допомоги Віктора Сіренко, оцінювався як стабільний, середнього ступеня тяжкості. Станом на ранок 8 листопада становище трьох постраждалих від вибуху на «Пінскдреві», які знаходялися в Брестському обласному госпіталі, залишалося стабільно важким. За словами лікаря, один з них вже дихає самостійно і відключений від апарату штучної вентиляції легенів, а другий пацієнт практикується дихати самостійно і переведений на допоміжний режим штучної вентиляції легенів. 9 листопада 2010 один з трьох постраждалих від вибуху був виписаний з Республіканського опікового центру в Мінську; в той час двоє інших постраждалих залишилися в опіковому відділенні Як повідомив заступник головного лікаря Ігор Григор'єв:
Одна особа була вже виписана. Стан двох інших осіб поліпшується. Але у них такі опіки, при яких потрібна пластика шкіри, косметичні операції. Тому їм потрібно ще лікування.

За словами заступника головного лікаря Брестського обласного госпіталю, станом на 22 листопада працівники «Пінськдрева», які лежать в реанімації з опіками шкіри та дихальних шляхів, почали дихати самостійно. За словами заступника головного лікаря Брестського обласного госпіталю Юрія Хваля, станом на 29 листопада працівники «Пінськдрева» вже самостійно приймали їжу. 30 листопада стан тих постраждалих, які перебували в загальному опіковому відділенні мінської лікарні швидкої допомоги, став «близьким до задовільного», про що повідомив заступник головного лікаря Мінського лікарні швидкої допомоги Ігор Шиманський

## Причини

### Передумови
Згідно з офіційним сайтом ЗАТ "Холдингова компанія «Пінськдрев», знос основного обладнання СТСВ «Пінськдрев-ДСП», яке експлуатується з 1965 року, становив 100%. Разом з тим ступінь зносу будівлі головного корпусу, в якому стався вибух, становила 54%. Генеральний директор «Пінскдрева» Лоран Ариніч прокоментував це таким чином:
Производство древесностружечной плиты работало в штатном режиме 45 лет, и за все это время, с учетом проведения ежегодных капитальных ремонтов техники и внедрения различных усовершенствований, работало стабильно и без ЧП. Производство древесно-топливных гранул проектировалось известнейшей в Европе и СНГ немецкой фирмой «Мюнч», она же поставляла все оборудование и производила его шеф-монтаж. Запуск первых 2-х комплектов оборудования для получения древесно-топливных гранул (пеллет) произошел 3 года назад. А в начале текущего года добавили, по немецкому проекту, еще 2-а комплекта.
Міністр з надзвичайних ситуацій Білорусі Енвер Барієв повідомив, що, за попередніми даними, причиною пожежі став пиловий вибух. Згідно із заявою прес-служби МНС РБ, відкладення пилу, які стали причиною вибуху, з'явилися в результаті порушення режиму експлуатації обладнання з виробництва деревно-паливних гранул.

### Розслідування
За фактом вибуху справи з розслідування причин трагедії порушили: прокуратура, державна комісія і комісія компанії. Співчуття родичам жертв висловили влади виконавчого комітету області та міська влада Пінська. У зв'язку з масштабом даної події 3 листопада 2010 кримінальну справу за фактом вибуху на заводі «Пінськдрев-ДСП» відкрила Генеральна прокуратура Білорусі. Керівник прес-служби Генпрокуратури Петро Кисельов повідомив:
Дуже великий масштаб цієї події, тому для нашої невеликої країни це резонансна подія. З цієї причини розслідування має проводити Генпрокуратура, щоб ніяких недосказаносцей не було.
На прес-конференції 10 листопада 2010 перший заступник начальника Мінського міського управління з надзвичайних ситуацій Руслан Лихоманов повідомив, що на столичних підприємствах будуть проведені додаткові заходи щодо перевірки стану безпеки експлуатації об'єктів у зв'язку з вибухом і пожежею на заводі «Пінськдрев-ДСП»
На рівні Ради безпеки Білорусі було створено комісію з розслідування причин НС, яка 15 листопада має доповісти про результати проведеного розслідування. 11 листопада 2010 під час он-лайн конференції «Законодавство про охорону праці: практичні питання застосування» заступник міністра праці та соціального захисту Валер'ян Король зазначив, що спеціальне розслідування проводиться головним державним інспектором праці Білорусі Анатолієм Садовничим.
25 листопада 2010 Генеральний прокурор Григорій Василевич на прес-конференції в Пінському райвиконкомі повідомив, що масштаби трагедії свідчать про грубі порушення технологічної дисципліни, неналежне забезпечення технічної безпеки, охорони праці.
Вже зараз ми бачимо, що були порушення пожежної безпеки: неодноразово траплялися пожежі, які гасилися власними силами. Це були дзвінки, до яких треба було прислухатися і вжити заходів.
У справі проходять головний інженер холдингу Володимир Шестаков, директор підприємства «Пінськдрев-ДСП» Леонід Логвин, головний інженер «Пінськдрев-ДСП» Ігор Логвин і колишній генеральний директор «Пінськдрева» Лоран Ариніч, який знаходиться в розшуку. Станом на 25 жовтня 2011 року кримінальна справа налічує 56 томів.

### Результати розслідування
9 листопада 2010 Генеральна прокуратура поінформувала прем'єр-міністра Білорусі Сергія Сидорського про стан законності у сфері забезпечення громадської безпеки. За відомостями інтернет-газети Naviny.by, більша частина цього документа стосується ситуації, що передувала трагедії на СТСВ «Пінськдрев-ДСП».
У документі вказується, що в ході проведення первинних слідчих дій встановлено, що 25 жовтня:
Близько 13 години внаслідок допущених порушень виробничо-технічної дисципліни, правил безпеки на вибухонебезпечному підприємстві — стався об'ємний вибух, що спричинив за собою виникнення пожежі, в результаті якого 2 працівники загинули на місці і двадцяти працівникам заподіяні тілесні ушкодження у вигляді термічних опіків
Також перевіркою було виявлено факти шести займанням, що передували вибуху:
На даному підприємстві неодноразово (у січні, лютому, березні, травні, червні та липні 2010 року) відзначалися загоряння та іскріння на одному з млинів дільниці з виробництва деревно-паливних гранул, постійно спостерігався підвищений рівень пилу

В повідомленні чолі уряду називається ім'я керівника, згідно з наказом якого у цьому виробничому підрозділі «приблизно за тиждень до подій був відключений настінний вентилятор» (ця людина померла в лікарні 1 листопада). За даними Генеральної прокуратури, на підприємстві систематично ігнорувалися приписи органів пожежного нагляду і «вимоги по обладнанню приміщень установками автоматичного пожежогасіння та автоматичної пожежної сигналізації» не виконувалися з 2000 року. Крім того, «в СТСВ „Пінськдрев-ДСП“ самовільно, без відповідних погоджень санітарної служби, пожежного нагляду, була виявлена друга лінія з виробництва деревно-паливних гранул».

#### Звіт керівництва «Пінськдрев-ДСП»
18 листопада 2010 на офіційному сайті ЗАТ "Холдингова компанія «Пінськдрев» було розміщено заяву керівництва компанії щодо причин вибуху на СТСВ «Пінськдрев-ДСП». Створена керівництвом холдингу комісія з розслідування причин НП з технічних і лінійних фахівців дійшла висновку, що в цьому випадку причиною стало «порушення регламенту проведення ремонтних робіт». Офіційне обґрунтування причин вибуху на заводі керівництво надає на офіційному сайті компанії:

Оборудование на производстве пеллет до обеда того трагического дня находилось на профилактике, и не были завершены все регламентированные работы. Еженедельно, по понедельникам, в первой смене, на участке ДТГ, согласно распоряжению по заводу, с 07 часов до 11 часов проводилась уборка участка от собравшейся на оборудовании и высоко расположенных конструкциях стружки и пыли и профилактика оборудования. Для этого на участке отключается все оборудование, производится его чистка, осмотр, с последующей влажной уборкой полка помещения. При необходимости в это время проводятся работы на оборудовании, требующим ремонта. До завершения всех работ оборудование участка не должно работать. Без соблюдения последовательности было включено оборудование, что привело к выбросу вещества, состоящего из мелкоразмолотого древесного сырья, что повлекло возгорание и взрыв. Хотя для этого необходим источник огня. Причины произошедшего в настоящее время устанавливают следственные органы.

## Наслідки

### Ліквідація наслідків надзвичайної події
Станом на 10 грудня 2010 року роботи з ліквідації наслідків надзвичайної події були закінчені. Вони проводились силами Пінського державного пожежного аварійно-рятувального заснування «Республіканський загін спеціального призначення», Брестського обласного управління МНС, приватного будівельного унітарного підприємства «Пінськдрев-Рембудмонтаж», приватного транспортного унітарного підприємства «Пінськдрев-Автопарк» та приватного ремонтного унітарного підприємства «Пінськдрев-Техенергосервіс». На аварійному підприємстві виконано демонтаж 252 плит перекриття цеху і 1560 метрів аварійних ділянок зовнішніх конструкцій, які обгороджували завод ДСП, а також металевих елементів конструкцій черепиці цеху на площі 70 квадратних метрів.

### Грошові компенсації
Компанія обіцяла виплатити грошові допомоги сім'ям загиблих у розмірі 10 мільйонів рублів, постраждалим — по три мільйони, а також оплатити психологічну допомогу та поховання. Згідно з офіційним сайтом компанії 1 листопада 2010 керівництво «Пінськдрева» ухвалило рішення про виплату додаткової грошової допомоги сім'ям загиблих і потерпілих: сім'ям загиблих — по 30 млн рублів, постраждалим — по 20 млн. Крім того, всім постраждалим будуть надані страхові суми від 9,5 до 19 млн рублів залежно від середньомісячного заробітку. В цілому виплати сім'ям загиблих складуть по 100 млн рублів кожній, постраждалим — по 50 млн. Керівник служби зв'язків з громадськістю «Пінськдрева» Дмитро Кирикович повідомив:
На раді директорів було ухвалено рішення, що виплати сім'ям загиблих складуть по 100 мільйонів рублів, а сім'ям постраждалих в аварії — по 50 мільйонів рублів. Наше керівництво приїжджає на кожні похорони і бачить очі і горе кожної родини
11 листопада 2010 головний бухгалтер «Пінськдрева» Тетяна Бойко повідомила, що сім'ї потерпілих будуть зобов'язані платити прибутковий податок у 12% від суми в 50 млн рублів (гроші для сімей загиблих податком обкладатися не будуть). Проте того ж дня начальник відділу інформаційно-роз'яснювальної роботи Міністерства з податків і зборів Сергій Шкут заявив, що згідно з указом президента № 565 ст. 1.6 «матеріальна допомога, яка виявляється сім'ям загиблих і постраждалих, не обкладається прибутковим податком. Бухгалтерія не повинна збирати податок».
Також для тих, хто залишився в живих і знаходиться в лікарнях, за словами генерального директора «Пінськдрева» Лорана Ариніча, пропонується будь-яка допомога по придбанню всього необхідного: ліків та існуючого за кордоном медичного обладнання. 8 листопада 2010 в Брестський обласний госпіталь були доставлені дві реанімаційні пересувні установки «Пелікан» для лікування термічних опіків у хворих, профінансовані ЗАТ "Холдингова компанія «Пінськдрев». Відразу після закупівлі медичного обладнання установки почали використовуватися для лікування постраждалих співробітників СТСВ «Пінськдрев-ДСП».
Пінська єпархія спільно з міською радою депутатів відкрила благодійний рахунок. Станом на 8 листопада 2010 жителі Білорусі перерахували на нього більше 11 мільйонів рублів. Управляти рахунком було доручено приходу Святої мучениці Варвари.
4 листопада 2010 Олександр Лукашенко підписав указ № 565 «Про надання матеріальної допомоги сім'ям (близьким родичам) загиблих (померлих) та особам, постраждалим внаслідок надзвичайної події в спільному товаристві з спільною відповідальністю „Пінськдрев-ДСП“, згідно з яким передбачається виплатити: 1500 базових величин (Br52,5 млн.) — одному з членів сім'ї або близьких родичів загиблого (померлого); 600 базових величин (Br21 млн.) — людям, які отримали тяжкі тілесні ушкодження; 300 базових величин (Br10,5 млн.) — людям, які отримали менш тяжкі тілесні ушкодження.

## Співчуття і громадська підтримка
27 жовтня, в день поховання трьох загиблих, в Пінську був оголошений траур. Згідно із спеціальним розпорядженням голови облвиконкому Костянтина Сумаря на Брестчині з 3 по 4 листопада оголошений траур за жертвами „Пінськдрева“. У зв'язку з трагедією в Пінську Олександр Мілінкевич закликав оголосити національний траур. Цю пропозицію підтримали претенденти на пост президента Андрій Санніков і Олесь Міхалевич. Лідер кампанії „Говори правду!“ і кандидат в президенти Володимир Некляєв перерахував частину свого гонорару за книгу віршованих перекладів на російську мову „Окно“ на рахунок допомоги постраждалим від аварії на „Пінськдрева“. Політик і поет зазначив:
Це крапля в морі, але все ж: я перераховую на розрахунковий рахунок частину свого гонорару за останню збірку віршів. Я закликаю всіх небайдужих людей допомогти в міру можливості постраждалим в Пінську. Можливо, наша громадянська солідарність стане прикладом для тих, хто не вважав за потрібне оголошувати національний траур.
З приводу вибуху на фабриці „Пінськдрев“ білоруський конгрес демократичних профспілок виступив із заявою, в якому висловлювалися співчуття сім'ям загиблих. Президент Білорусі Олександр Лукашенко висловив співчуття рідним і близьким працівників на підприємстві „Пінськдрев-ДСП“ 3 листопада 2010. 4 листопада 2010 Генеральний директор компанії Лоран Ариніч звернувся до працівників і громадськості із заявою, в якому від імені всіх 33-х колективів холдингу, де працюють понад шість тисяч осіб, і від себе особисто висловив співчуття сім'ям загиблих і потерпілих:
В этот скорбный час для родственников и близких людей погибших мы вместе с вами оплакиваем безвременно ушедших в иную жизнь наших товарищей, коллег и друзей. Для нас они были сильной опорой, надежными тылами и первоклассными специалистами, потеря которых невосполнима.

### Кадрові зміни на „Пінськдреві-ДСП“

#### Зміна складу працівників
3 грудня 2010 на офіційному сайті компанії була розміщена інформація, яка повідомляє про прийняті керівництвом заходи з ліквідації наслідків пожежі та надзвичайної ситуації на „Пінськдреві-ДСП“. З усіх існуючих працівників „Пінськдрев-ДСП“ на дату аварії (кількість яких становила 182 особи) адміністрація підприємства розподілила 130 осіб в інші підрозділи холдингової компанії. Станом на 3 грудня на відпочинку перебували 5 людей, після завершення якого вони були також направлені в інші підрозділи компанії. Крім 5 постраждалих від аварії, станом на 3 грудня на лікарняному перебували ще 5 осіб (з причин не пов'язаних з техногенною аварією). Також, згідно викладеної інформації на офіційному сайті „Пінськдрева“ після вибуху і пожежі на підприємстві були проведені деякі звільнення: 1 людина була звільнена за появу на роботі в стані алкогольного сп'яніння, 2 людини — в зв'язку з відмовою від продовження роботи зі зміною існуючих умов праці, 20 осіб — звільнилися за домовленістю сторін.

#### Зміна директора
27 листопада 2010 Генеральний директор ЗАТ „Холдингова компанія“ Пінськдрев» Лоран Ариніч звернувся до наглядової ради компанії із заявою про скликання зборів акціонерів для розгляд питання про звільнення з посади, яку він займає. Рішення про відставку передбачалося розглянути на позачерговому засіданні акціонерів. Своїм наказом від 9 грудня 2010 року № 367-к Ариніч ухвалив рішення, згідно з яким у зв'язку з обставинами в результаті НП на заводі «Пінськдрев-ДСП» та станом здоров'я він складає свої повноваження, призначаючи з 10 грудня 2010 року Генеральна директором Гінеля Яна Станіславовича — директора фабрики «Пінськдрев-Адріана». За інформацією Пінського міськвиконкому, на яку посилалася газета «Вечірній Брест», заяву про Звільнення 74-річний Ариніч написав на вимогу вищого керівництва країни. Однак на самому підприємстві ця інформація не підтвердилася. Про це 10 грудня заявив голова наглядової ради підприємства Михайло Головешкін:
Дізнаєтеся в свій час — подав або не подав. Буде оприлюднено — значить, будете знати. Не квапте події
Потім, як зазначили в державному концерні «Беллеспаперпрам», листом від 22 грудня № 14126 Ариніч повідомив про відкликання своєї заяви про відставку «за рекомендацією вищестоящих органів» і про те, що він після одужання відразу приступає до виконання обов'язків генерального директора компанії, незважаючи на те, що державний концерн «Беллеспаперпрам» неодноразово наполягав у своїх листах від 6-го, 21-го і 24 грудня на скликанні учасників наглядової ради ЗАТ «Холдингова компанія» Пінськдрев" з питання розриву контракту з Аринічем на вимогу президента країни, які були викладені в директиві № 1. Однак реакцією наглядової ради компанії стало рішення 27 грудня 2010 Про неаоголошення скликання зборів акціонерів з вищевказаних питань.
Ситуація різко змінилася з указом президента № 2 "О некоторых вопросах холдинга "Холдинговая компания «Пинскдрев» від 3 січня 2011 року, згідно з першим пунктом якого було наказано "призначити Білоруський виробничий концерн лісової, деревообробної та целюлозної промисловості керуючою компанією холдингу «Холдингова компанія „Пінськдрев“, зареєстрованого 23 квітня 2010 г.». Цей указ надав рішенням державного концерну «Беллеспаперпрам» статус «обов'язкових для виконання» ЗАТ «Холдингова компанія» Пінськдрев".

Решения управляющей компании принимаются органами управления участников этого холдинга в виде собственных решений в бесспорном порядке, то есть без права их отклонения или отмены, независимо от соблюдения условий и порядка принятия таких решений

Пізно ввечері 5 січня державний концерн «Беллеспаперпрам» вирішив звільнити гендиректора приватного підприємства «Пінськдрев» Лорана Ариніча на користь Олександра Судника, який повинен вступити в свою посаду 10 січня 2011. Інформацію про те, що Лоран Ариніч більше не є генеральним директором «Холдингової компанії „Пінськдрев“, в самому холдингу назвали такою, що не відповідає дійсності. Про це 6 січня 2011 повідомив керівник департаменту з обслуговування клієнтів і зв'язках зі ЗМІ Дмитро Якович:
Де-юре генеральний директор — Лоран Степанович Ариніч. Як він був ним і до цього. Виконував його обов'язки на момент, коли він подав заяву про відставку до моменту відкликання заяви про відставку (грудень 2010 року — ЄРБ) Гінель Ян Станіславович — директор Комбінату м'яких меблів, який також входить до „Холдингової компанії“ Пінськдрев». З моменту рішення Лорана Степановича відкликати свою заяву і до сьогоднішнього дня він є генеральним директором всього холдингу. Ніхто його не знімав, Рада акціонерів не збиралася, не затверджувала і не підтримувала його відставку. Тому на сьогоднішній день юридично він є генеральним директором.

### Відгуки на зміну керівництва ЗАТ «Холдингова компанія» Пінськдрев"
Події, пов'язані з указом президента № 2 від 3 січня 2011 і зміною гендиректора приватної холдингової компанії «Пінськдрев» отримали широкий резонанс в електронних засобах масової інформації. Деякими економістами це держрішення було порівняне з поверненням інституту «золотої акції».

#### Відгуки представників ЗАТ "Холдингова компанія «Пінськдрев»
Як зазначив керівник департаменту з обслуговування клієнтів і зв'язках зі ЗМІ «Пінськдрева» Дмитро Якович, в холдинговій компанії ставлять під сумнів рішення мінських чиновників про звільнення генерального директора приватного холдингу Лорана Ариніча:
Генеральний директор був обраний Радою акціонерів на певний строк — цей термін ще не закінчився. І зняти генерального директора може тільки та ж сама Рада акціонерів. Не «Беллеспаперпрам», який і раніше намагався робити деякі зусилля в цьому плані, а саме Рада акціонерів. Або може Наглядова рада підтримати приватне прохання про відставку.
Дмитро Якович нагадав, що держава не має жодної акції в холдингу. До складу концерну «Пінськдрев» колись увійшов за власною ініціативою і продовжував самостійно вирішувати всю свою економічну, виробничу, інвестиційну та кадрову політику. Коментуючи ускладнену ситуацію з указом № 2, згідно з яким державний «Белпапербумпрам» буде керувати приватним холдингом ЗАТ "Холдингова компанія «Пінськдрев», Дмитро Якович зазначив:
Відповідно до Указу № 2 ми зараз безперечно підкоряємося кожному наказу концерну: як у кадровій політиці, так і в комерційній політиці. І якщо ми говоримо про інвестиційні проекти, про іноземні інвестиції — то в даному випадку як можна говорити про залучення інвестицій, коли приватний бізнес не застрахований від втручання держави? Причому в цьому документі майже слово в слово повторюється скасований в 2008 році указ про «золоту акцію».

#### Відгуки офіційних представників уряду
9 січня 2011 в програмі «Контури» телеканалу «ОНТ» заступник міністра економіки Андрій Тур заявив, що зміна керівництва в ЗАТ "Холдингова компанія «Пінськдрев» не означає якого-небудь перерозподілу власності на цьому підприємстві:
Ніякого перерозподілу власності не відбувається, ніяка «золота акція» там не введена
Заступник міністра зазначив, що підприємство передається концерну «Беллеспаперпрам» в «оперативне управління», яке «ніколи не було пов'язано з утиском будь-яких прав власності або майна». Причому оперативне управління компанією означає, що це тимчасовий захід:
У самому слові «оперативне» підтверджується тимчасовий, обмежений характер управління. Тому, я думаю, що в рамках ухвалення рішень це тимчасовий захід і він сам по собі напрошувався. Але ні про яке повернення «золотої акції» мови не йде

### Відгуки представників недержавних організацій
Ведучий партнер юридичної компанії «Міхель, Власова і партнери» Костянтин Міхель, коментуючи державне рішення про призначення концерну «Беллеспаперпрам» правлячою компанією ЗАТ "Холдингова компанія «Пінськдрев» заявив, що в Білорусі де-факто відроджений скасований в березні 2008 року інститут «золотої акції» держави на управління господарськими товариствами:
Формулювання в указі з «Пінскдрева» практично ідентичні формулюванням зі скасованого указу про «золоту акцію». По суті, ухвалено рішення суміжне з інститутом «золотої акції». Це прецедент.
Голова правління Бізнес-спілки підприємців і наймачів імені Кунявського (БСПН) Георгій Бадей також бачить в цьому держршенні повернення до механізму «золотої акції». При цьому Г. Бадей вважає, що це рішення «не відповідає» директиві президента N4 «Про розвиток підприємницької ініціативи і стимулювання ділової активності». Експерт також бачить порушення принципу недоторканності приватної власності:
Там приватна власність. Як можна призначити в приватну власність керівну компанію — державний орган? — Каже він. — Тут прямо порушені права приватної власності, гарантії недоторканності, президент може встановлювати особливості створення та діяльності холдингів, але тільки якщо мова йде про державну власність. Це ніхто не піддає сумніву.
10 січня 2011 Бізнес-союз підприємців і наймачів ім. Кунявського направив в уряд і Адміністрацію президента Республіки Білорусь лист, в якому запропонував скасувати наказ концерну «Беллеспаперпрам», що стосується діяльності ЗАТ "Холдингова компанія «Пінськдрев». В цьому листі БСПН ім. Кунявського також просить клопотатися перед президентом про призупинення дії указу, який призначив концерн «Беллесбпаперпром» керуючою компанією холдингу «Пінськдрев» до споглядання всіх питань на зборах акціонерів холдингу. За словами Георгія Бадея, до листа було докладено висновок юристів про те, що і наказ концерну, і указ президента суперечать Конституції Білорусі та Декларації про права людини, в тому числі на приватну власність.
За словами голови представництва Європейського банку реконструкції і розвитку в Білорусі Валдас Віткаускас, ЄБРР має намір оцінити вплив на діяльність «Пінськдрева» указу про призначення керуючою компанією концерну «Беллеспаперпрам». Він додав:
Ми будемо оцінювати це рішення з двох точок зору: ми є кредитором «Пінськдрева», але не акціонерам, і другий аспект — це захист прав приватних власників підприємства.

#### Відгуки незалежних економістів
На думку економіста Сергія Чалого рішення по «Пінскдрева» суперечить основній логіці Директиви № 4 про лібералізацію економіки:
Фактично, це навіть не повернення до інституту «золотої акції», а навіть ще гірше: прикриваючись інтересами додержання трудового законодавства, де-факто відбувається націоналізація підприємства. Або — призначення адміністрації. А вона вже далі зможе робити що завгодно, що безсумнівно суперечить основній логіці Директиви № 4 в пункті захисту прав власника.
На думку економіста Леоніда Злотникова «дане рішення є фактично поверненням до права „золотої акції“, оскільки „Пінськдрев“ — приватна компанія, а концерн — державний орган управління». Крім того, як вважає економіст, «це рішення йде в розріз з недавно прийнятою директивою № 4 про розвиток підприємницької ініціативи і стимулювання ділової активності».

## Інше
7 листопада на адресу Пінського міськвиконкому та Ради депутатів учасниками мітингу на честь 93-ї річниці Жовтневої революції була надіслана пропозиція з приводу проголошення 25 жовтня Днем пам'яті загиблих на «Пінськдреві». Також мітингувальники доручили керівництву компанії встановити пам'ятний знак на місці зруйнованого цеху, а саме виробництво ДСП і паливних гранул винести за межі міста.

## Список загиблих[69][70]
- Жуковський Віктор Костянтинович (1955 р. н.)
- Квашалі Олег Юрійович (1962 р. н. — помер у лікарні)[71]
- Козюр Геннадій Федорович (1964 р. н.)
- Колодич Олександр Сергійович (1987 р. н.)
- Міхаєвич Олександр Михайлович (1976 р. н.)
- Мороз Олександр Михайлович (1987 р. н.)
- Муга Ігор Офіногенович (1971 р. н.)
- Рапута Євген Валерійович (1984 р. н.)
- Сакович Катерина Сергіївна (1986 р. н.)
- Стародуб Михайло Іванович (1958 р. н.)
- Торелко Сергій Миколайович (1985 р. н.)
- Хамлюк Олександр Миколайович (1959 р. н.)
- Шевчук Микола Олександрович (1950 р. н.)
- Шинкарук Олександр Анатолійович (1974 р. н.)